# Liste der Municipios in Nuevo León

Karte Mexikos (Nuevo León hervorgehoben)

Municipios in Morelos

Der mexikanische Bundesstaat Nuevo León ist in 51 Verwaltungsbezirke (Municipios) unterteilt. Die Verwaltungsbezirke werden aus 4.822 Ortschaften (span. Localidades) (davon 104 urbane = städtische) gebildet. Zu den ländlichen Gemeinden (Pueblos) zählen ebenso Farmen (Ranchos, Haziendas) und andere alleinstehende Gebäude (Mühlen, Poststationen, Tankstellen usw.). Die Zahl der Ortschaften ist in den letzten Jahren rückläufig (2000: 5.726; 2010: 5.265).
| Schlüs- sel          | Municipio                | Verwaltungssitz (Cabecera Municipal) | Fläche [km²] | Einwohnerzahl | Einwohnerzahl | Einwohnerzahl | Bevöl- kerungs- dichte [Ew. pro km²] | Anzahl der Orte (Localidades) |
| Schlüs- sel          | Municipio                | Verwaltungssitz (Cabecera Municipal) | Fläche [km²] | 2000          | 2010          | 2020          | Bevöl- kerungs- dichte [Ew. pro km²] | Anzahl der Orte (Localidades) |
| -------------------- | ------------------------ | ------------------------------------ | ------------ | ------------- | ------------- | ------------- | ------------------------------------ | ----------------------------- |
| 001                  | Abasolo                  | Abasolo                              | 46,88        | 2.514         | 2.791         | 2.974         | 63,4                                 | 14                            |
| 002                  | Agualeguas               | Agualeguas                           | 980,87       | 4.390         | 3.443         | 3.382         | 3,4                                  | 62                            |
| 003                  | Los Aldamas              | Los Aldamas                          | 694,51       | 2.464         | 1.374         | 1.407         | 2,0                                  | 16                            |
| 004                  | Allende                  | Allende                              | 190,45       | 27.773        | 32.593        | 35.289        | 185,3                                | 65                            |
| 005                  | Anáhuac                  | Anáhuac                              | 4.539,21     | 18.524        | 18.480        | 18.030        | 4,0                                  | 210                           |
| 006                  | Apodaca                  | Ciudad Apodaca                       | 224,02       | 283.497       | 523.370       | 656.464       | 2.930,4                              | 61                            |
| 007                  | Aramberri                | Aramberri                            | 2.688,64     | 14.840        | 15.470        | 14.992        | 5,6                                  | 181                           |
| 008                  | Bustamante               | Bustamante                           | 466,71       | 3.499         | 3.773         | 3.661         | 7,8                                  | 43                            |
| 009                  | Cadereyta Jiménez        | Cadereyta Jiménez                    | 1.140,86     | 75.059        | 86.445        | 122.337       | 107,2                                | 286                           |
| 010                  | Carmen                   | Carmen                               | 104,27       | 6.644         | 16.092        | 104.478       | 1.002,0                              | 25                            |
| 011                  | Cerralvo                 | Ciudad Cerralvo                      | 1.007,41     | 9.343         | 7.855         | 7.340         | 7,3                                  | 76                            |
| 012                  | Ciénega de Flores        | Ciénega de Flores                    | 138,74       | 11.204        | 24.526        | 68.747        | 495,5                                | 35                            |
| 013                  | China                    | China                                | 4.265,71     | 11.540        | 10.864        | 9.930         | 2,3                                  | 232                           |
| 014                  | Doctor Arroyo            | Doctor Arroyo                        | 5.053,66     | 33.721        | 35.445        | 36.088        | 7,1                                  | 250                           |
| 015                  | Doctor Coss              | Doctor Coss                          | 720,74       | 2.246         | 1.716         | 1.360         | 1,9                                  | 57                            |
| 016                  | Doctor González          | Doctor González                      | 614,70       | 3.185         | 3.345         | 3.256         | 5,3                                  | 78                            |
| 017                  | Galeana                  | Galeana                              | 7.068,29     | 39.519        | 39.991        | 40.903        | 5,8                                  | 317                           |
| 018                  | García                   | García                               | 1.032,01     | 28.974        | 143.668       | 397.205       | 384,9                                | 90                            |
| 019                  | San Pedro Garza García   | San Pedro Garza García               | 70,78        | 125.978       | 122.659       | 132.169       | 1.867,3                              | 7                             |
| 020                  | General Bravo            | General Bravo                        | 1.888,59     | 5.799         | 5.527         | 5.506         | 2,9                                  | 98                            |
| 021                  | General Escobedo         | Ciudad General Escobedo              | 149,36       | 233.457       | 357.937       | 481.213       | 3.221,8                              | 21                            |
| 022                  | General Terán            | Ciudad General Terán                 | 2.478,84     | 15.475        | 14.437        | 14.109        | 5,7                                  | 264                           |
| 023                  | General Treviño          | General Treviño                      | 387,93       | 1.699         | 1.277         | 1.808         | 4,7                                  | 22                            |
| 024                  | General Zaragoza         | General Zaragoza                     | 1.306,68     | 5.576         | 5.942         | 6.282         | 4,8                                  | 107                           |
| 025                  | General Zuazua           | General Zuazua                       | 184,49       | 6.033         | 55.213        | 102.149       | 553,7                                | 57                            |
| 026                  | Guadalupe                | Guadalupe                            | 118,42       | 670.162       | 678.006       | 643.143       | 5.431,0                              | 9                             |
| 027                  | Los Herreras             | Los Herreras                         | 496,55       | 2.795         | 2.030         | 1.959         | 3,9                                  | 29                            |
| 028                  | Higueras                 | Higueras                             | 443,18       | 1.371         | 1.594         | 1.386         | 3,1                                  | 31                            |
| 029                  | Hualahuises              | Hualahuises                          | 127,79       | 6.413         | 6.914         | 7.026         | 55,0                                 | 63                            |
| 030                  | Iturbide                 | Iturbide                             | 560,50       | 3.484         | 3.558         | 3.298         | 5,9                                  | 55                            |
| 031                  | Juárez                   | Ciudad Benito Juárez                 | 247,30       | 66.497        | 256.970       | 471.523       | 1.906,7                              | 102                           |
| 032                  | Lampazos de Naranjo      | Lampazos de Naranjo                  | 3.428,04     | 5.305         | 5.349         | 5.351         | 1,6                                  | 33                            |
| 033                  | Linares                  | Linares                              | 2.509,21     | 69.205        | 78.669        | 84.666        | 33,7                                 | 430                           |
| 034                  | Marín                    | Marín                                | 264,87       | 4.719         | 5.488         | 5.119         | 19,3                                 | 31                            |
| 035                  | Melchor Ocampo           | Melchor Ocampo                       | 207,87       | 1215          | 862           | 1483          | 7,1                                  | 11                            |
| 036                  | Mier y Noriega           | Mier y Noriega                       | 997,91       | 7.078         | 7.095         | 7.652         | 7,7                                  | 25                            |
| 037                  | Mina                     | Mina                                 | 3.859,95     | 5.049         | 5.447         | 6.048         | 1,6                                  | 52                            |
| 038                  | Montemorelos             | Montemorelos                         | 1.868,96     | 52.741        | 59.113        | 67.428        | 36,1                                 | 408                           |
| 039                  | Monterrey                | Monterrey                            | 324,41       | 1.110.997     | 1.135.550     | 1.142.994     | 3523,3                               | 7                             |
| 040                  | Parás                    | Parás                                | 1.171,24     | 1.226         | 1.034         | 906           | 0,8                                  | 27                            |
| 041                  | Pesquería                | Pesquería                            | 322,80       | 11.321        | 20.843        | 147.624       | 457,3                                | 119                           |
| 042                  | Los Ramones              | Los Ramones                          | 1.340,95     | 6.237         | 5.359         | 5.389         | 4,0                                  | 116                           |
| 043                  | Rayones                  | Rayones                              | 683,05       | 2.613         | 2.628         | 2.377         | 3,5                                  | 80                            |
| 044                  | Sabinas Hidalgo          | Ciudad Sabinas Hidalgo               | 1.541,45     | 32.329        | 34.671        | 34.709        | 22,5                                 | 75                            |
| 045                  | Salinas Victoria         | Salinas Victoria                     | 1.667,36     | 19.024        | 32.660        | 86.766        | 52,0                                 | 174                           |
| 046                  | San Nicolás de los Garza | San Nicolás de los Garza             | 60,14        | 496.878       | 44.3273       | 412.199       | 6.854                                | 1                             |
| 047                  | Hidalgo                  | Hidalgo                              | 170,59       | 14.275        | 16.604        | 16.086        | 94,3                                 | 6                             |
| 048                  | Santa Catarina           | Ciudad Santa Catarina                | 915,80       | 227.026       | 268.955       | 306.322       | 334,5                                | 48                            |
| 049                  | Santiago                 | Santiago                             | 739,23       | 36.812        | 40.469        | 46.784        | 63,3                                 | 131                           |
| 050                  | Vallecillo               | Vallecillo                           | 1.764,95     | 2.169         | 1.971         | 1.552         | 0,9                                  | 56                            |
| 051                  | Villaldama               | Ciudad Villaldama                    | 879,34       | 4.247         | 4.113         | 3.573         | 4,1                                  | 29                            |
| 19 Estado Nuevo León | 19 Estado Nuevo León     | Monterrey                            | 0064.156,21  | 003.834.141   | 004.653.458   | 005.784.442   | 90,2                                 | 4.822                         |